# Cisnădie
Cisnădie (allemand : Heltau, dialecte allemand de Transylvanie: Hielt, hongrois : Nagydisznód) est une ville de Transylvanie, en Roumanie, située à 10 km environ de Sibiu, et comprenant la localité de Cisnădioara.

## Histoire
Mentionnée en 1204, la ville a été fondée par des colons allemands au milieu du XIIe siècle.
En 1425 on y construisit la première tour horloge de Transylvanie.
125 Landlers protestants expulsés du land Salzbourg par les autorités autrichiennes pour des considérations religieuses s'y installèrent en 1734.
En 1945, 870 personnes de la communauté allemande de Cisnădie furent déportées dans les camps de travail forcé de l'Union soviétique ; 35 y moururent.
À partir de 1950, les membres de la communauté allemande commencèrent à émigrer dans l'Allemagne de l'Ouest. La plupart des Allemands de Cisnădie ont émigré aux alentours de 1989.

Cisnădie
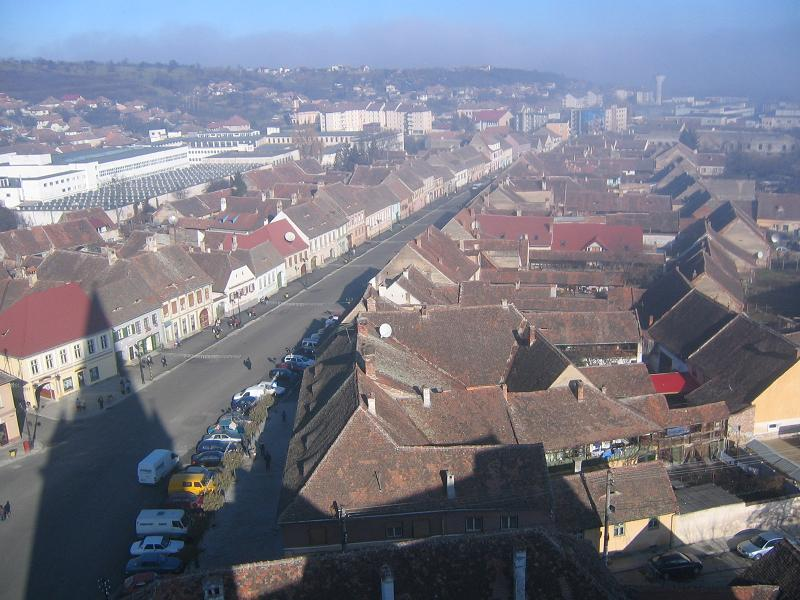
Vue du clocher de l'église.
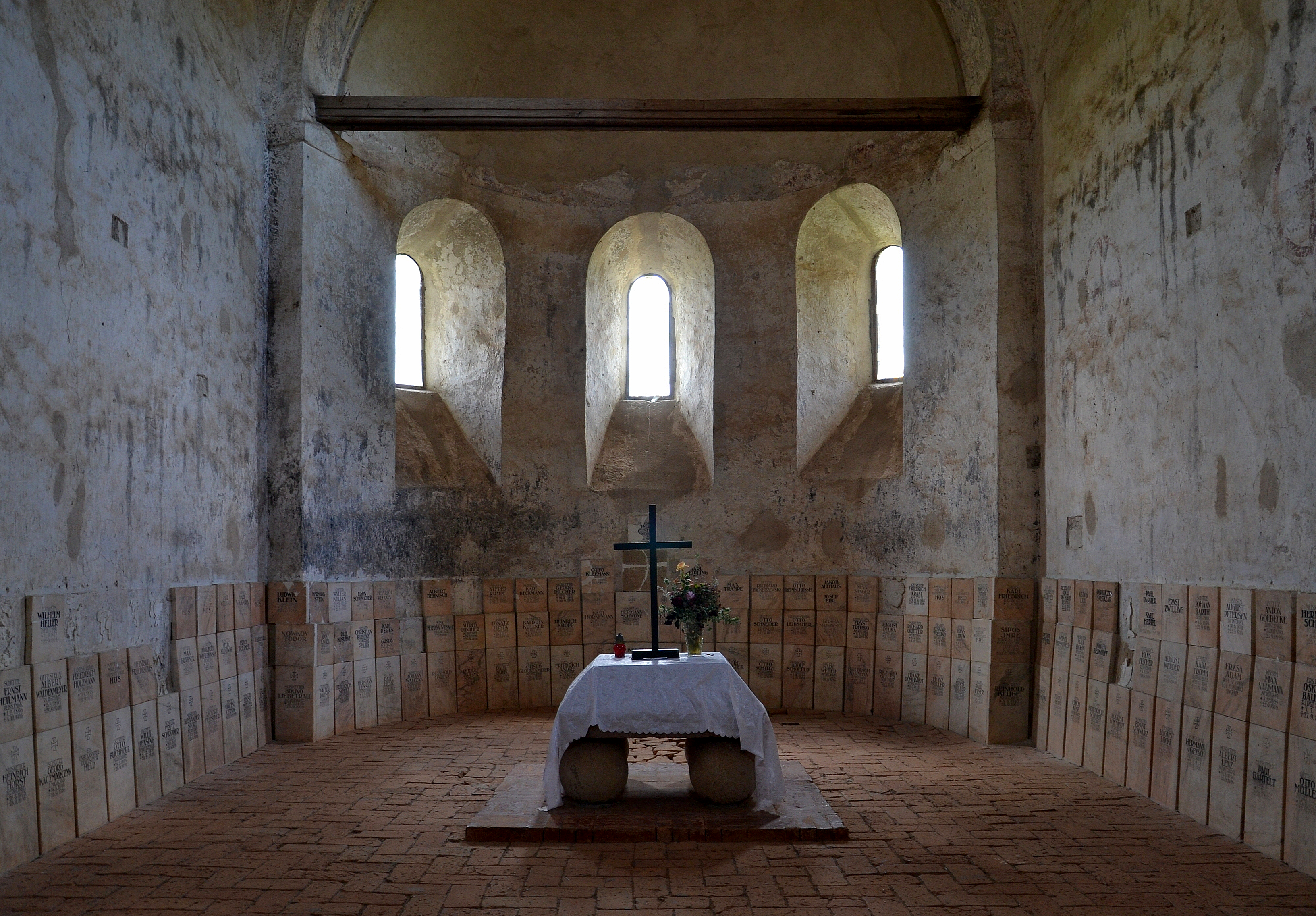
Intérieur de l'église. Août 2017.
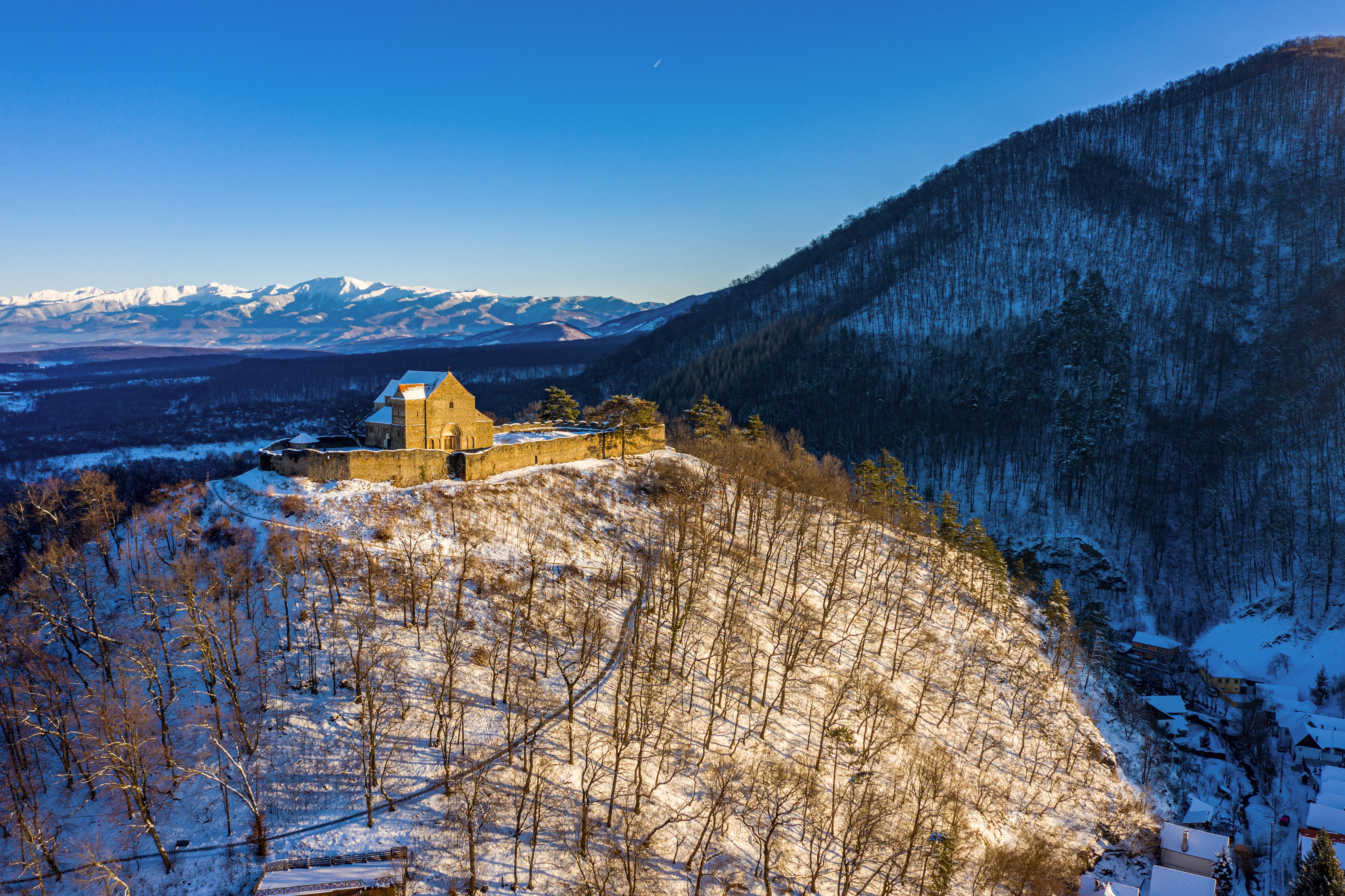
L'église fortifiée de Cisnădie. Janvier 2020.

## Économie
C'est à Cisnădie que se trouve la chocolaterie SC Pralin SRL de Florin Balan, où sont produits notamment les chocolats Kamasutra.

## Démographie
Lors du recensement de 2011, 90,49 % de la population de Cisnădie s'identifient comme Roumains, 1,52 % comme Allemands, alors que 1,23 % de la population appartient à une autre communauté et 6,74 % refusent de répondre à la question.
Lors de ce même recensement, 84,13 % de la population déclarent appartenir à l'Église orthodoxe roumaine, 2,65 % à l'Église chrétienne selon l'évangile, 1,12 % à l'Église évangélique de confession d'Augsbourg, 5,11 % à une autre confession, alors 6,97 % refusent de répondre à la question.

## Politique
| Parti | Parti                                               | Conseillers |
| ----- | --------------------------------------------------- | ----------- |
|       | Parti national libéral (PNL)                        | 7           |
|       | Union sauvez la Roumanie (USR)                      | 6           |
|       | Pro Romania (PRO)                                   | 2           |
|       | Parti social-démocrate (PSD)                        | 2           |
|       | Forum démocratique des Allemands de Roumanie (FDGR) | 2           |

## Jumelages
- Château-Thierry (France)